# Kelly Marot
Kelly Marot (21 agosto 1986) è un'attrice e doppiatrice francese.

## Biografia
Iniziò a recitare e doppiare a soli quattro anni, nei primi anni 1990s.
È nota per essere la voce francese delle attrici Sophie Turner e Jennifer Lawrence, nel mondo dell'animazione Nami in One Piece, Helga Pataki in Hey Arnold e Paprika nel film omonimo.
È la sorella degli attori Tony e Sarah Marot.

## Filmografia

### Cinema
- La crisi! (La crise)  - regia di Coline Serreau (1992)
- Golden boy - regia di Jean-Pierre Vergne  (1996)

### Televisione
- La Grande Collection - serie TV (1994)
- Pêcheur d'Islande - regia di Daniel Vigne - film TV (1996)

## Doppiaggio

### Film
- Jennifer Lawrence in Hunger Games, Il lato positivo - Silver Linings Playbook, Hates: House at the End of the Street, Hunger Games - La ragazza di fuoco, American Hustle - L'apparenza inganna, Una folle passione, Hunger Games - Il canto della rivolta - Parte 1, Hunger Games - Il canto della rivolta - Parte 2, Joy, Passengers, Madre!, Red Sparrow, Don't Look Up, Causeway , Fidanzata in affitto

### Film d'animazione
- Kiara bambina in Il re leone II - Il regno di Simba
- Nina in La gabbianella e il gatto
- Naomi in Il re ed io
- Nami in One Piece - Per tutto l'oro del mondo, One Piece - Avventura all'Isola Spirale, One Piece - Il tesoro del re, One Piece - Trappola mortale, One Piece - La spada delle sette stelle, One Piece - L'isola segreta del barone Omatsuri, One Piece - I misteri dell'isola meccanica, One Piece - Un'amicizia oltre i confini del mare, One Piece - Il miracolo dei ciliegi in fiore, One Piece - Avventura sulle isole volanti, One Piece Film: Z
- Helga Pataki in Hey Arnold! Il film
- Rose in Barbie e la magia di Pegaso
- Paprika in Paprika - Sognando un sogno
- Kate in Alpha and Omega
- Midori Kitakami in Evangelion: 3.0 You Can (Not) Redo, Evangelion: 3.0+1.0 Thrice Upon a Time
- Elsa Van Helsing in Frankenweenie
- Gretchen in Zombillenium
- Jane Willoughby in La famiglia Willoughby

### Serie televisive
- Sophie Turner in Il Trono di Spade, The Staircase - Una morte sospetta
- Krysten Ritter in Til Death - Per tutta la vita, Breaking Bad

### Serie televsive d'animazione
- Helga Pataki in Hey, Arnold!
- Suzy in Johnny Bravo
- Milly in Milly - Vampiro per gioco
- Kitten in Teen Titans
- Britney Akiwara in Totally Spies! - Che magnifiche spie!
- Roxane in Martin Matin
- Megan in God, the Devil and Bob
- Buena Girl in ¡Mucha Lucha!
- Nami, Chocolat in One Piece
- Isabella Garcia-Shapiro in Phineas e Ferb
- Noellie in Kilari
- Marina Ismail in Mobile Suit Gundam 00
- Darry in Sfondamento dei cieli Gurren Lagann
- Cindy in Un pizzico di magia
- Mirajane Strauss in Fairy Tail
- Triceps in Les Crumpets
- Marine in Le Sisters
- Chloe in Due fantagenitori
- Carole Stanley in Carole & Tuesday
- Nobara Kugisaki in Jujutsu kaisen - Sorcery Fight
- Padma in Kung Fu Panda: Il cavaliere dragone
- Kana Arima in Oshi no ko - My Star
- Lute in Hazbin Hotel

### Videogiochi
- Kairi in Kingdom Hearts, Kingdom Hearts II
- Fiora e Zoé in League of Legends, Legends of Runeterra
- Cristina Vespucci in Assassin's Creed II
- Perséphone e Chill in Skylanders: Spyro's Adventure, Skylanders: Giants, Skylanders: Swap Force
- Elizabeth in BioShock Infinite
- Claire Redfield in Resident Evil 2 (videogioco 2019)
- Yaya Panda in Crash Team Racing Nitro-Fueled
- Mayday in No Straight Roads

## Doppiatrici italiane
Da doppiatrice, nelle versioni in italiano è stata sostituita da:
- Emanuela Pacotto in Un pizzico di magia
- Francesca Tretto in Le Sisters